# Thomas Baum (Schriftsteller)

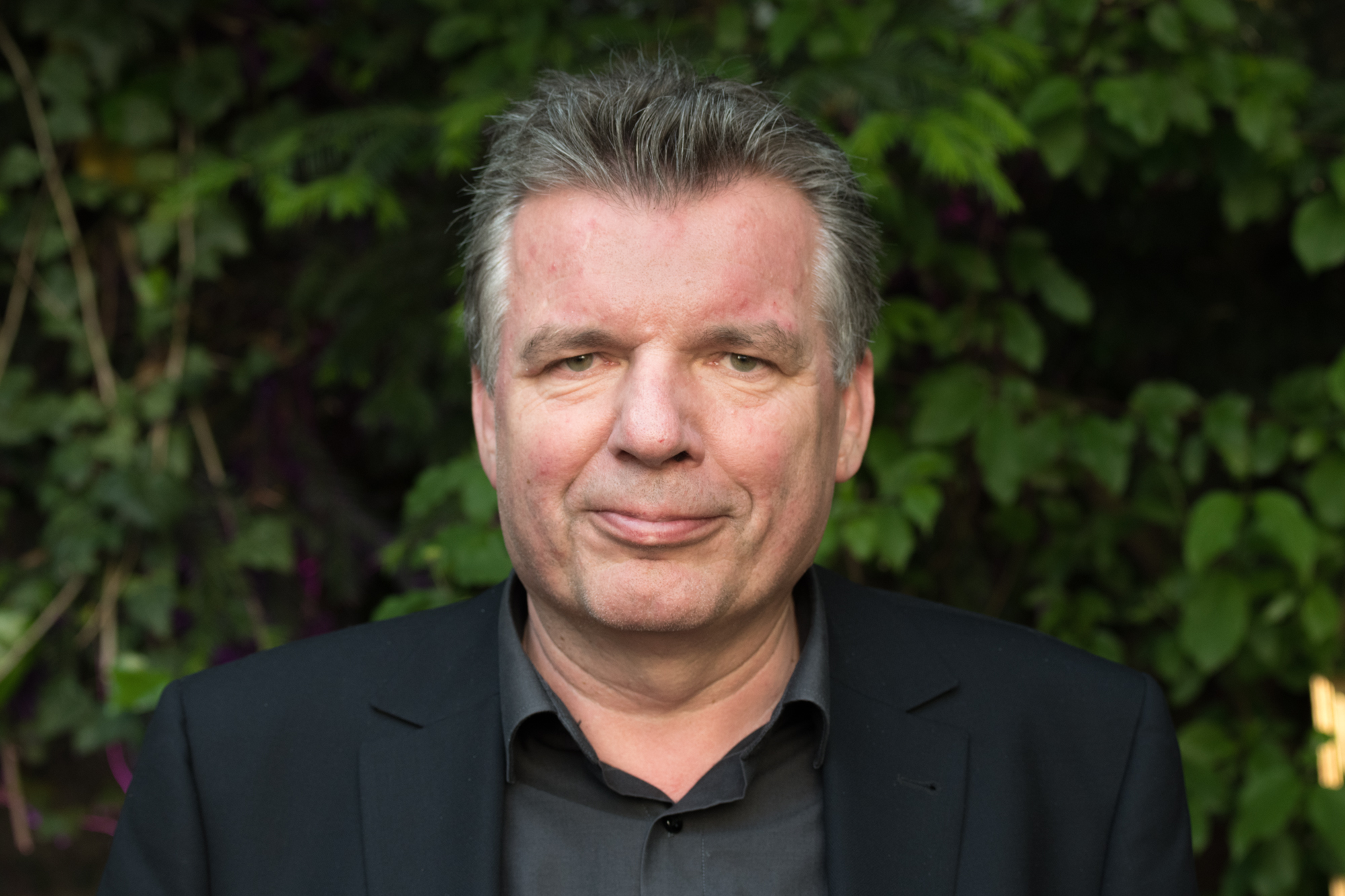
Thomas Baum (2019)

Thomas Baum (* 28. Dezember 1958 in Linz) ist ein österreichischer Schriftsteller, Drehbuchautor und Supervisor.

## Leben
Thomas Baum begann als Autor mit Stücken wie Rauhe Zeiten und Kalte Hände. Er schrieb Hauptabend-Filme wie Das Geständnis und Ausgeliefert, mehrere Episoden für die Serien Tatort, Der Winzerkönig und Die Rosenheim-Cops und dokumentarische Folgen für die Reihe Universum History. Mit Regisseur Andreas Prochaska verfasste er das Drehbuch zum Kinofilm In 3 Tagen bist du tot (2006). Für das Linzer „Theater Phönix“ schrieb er Franckstraße 137 und Happy Planet.
Außerdem hat er ein Kinderbuch (Süleyman pfeift) und einen Roman (Inversion) verfasst. 2015 veröffentlichte er mit Donau so rot seinen ersten Kriminalroman um den Kommissar Robert Worschädl.
Neben seiner Autorentätigkeit arbeitet Baum als Supervisor, Lehrsupervisor und Lebens- und Sozialberater und als Lehrbeauftragter an der Kunstuniversität Linz. Er war bis Mai 2019 Mitglied im Landeskulturbeirat des Landes Oberösterreich.
Thomas Baum ist verheiratet und hat zwei Töchter.

## Werke

### Theater
- 1988: Rauhe Zeiten. Uraufführung („UA“): Landestheater Linz
- 1989: Und in Ewigkeit Amen. UA: Stadttheater Klagenfurt
- 1990: Kalte Hände. UA: Städtische Bühnen Bielefeld
- 1992: Geburtstag. UA: Städtische Bühnen Bielefeld
- 1993: HJ. UA: Theater Phönix, Linz
- 1998: Time Out. UA: Theater der Jugend, Wien
- 2000: Alles Okay. UA: Jugendtheater Next Liberty des Schauspielhauses Graz
- 2002: Shit Happens. UA: Theater Phönix, Linz
- 2003: Hart auf Hart. UA: Grenzlandbühne Leopoldschlag
- 2004: Schlafende Hunde. UA: Theater Phönix, Linz
- 2006: Harte Bandagen. UA: Theater Phönix, Linz
- 2008: Glutnest. UA: Westbahntheater, Innsbruck
- 2011: Franckstrasse 137. UA: Theater Phönix, Linz
- 2011: Tschomolungma. UA: Theater des Kindes, Linz
- 2017: Der Fall Gruber. UA: Mariendom Linz[6]
- 2020: Die Affäre Odilon. UA: Theater Phönix, Linz[7]

### Film und Fernsehen
- 1991: Im Dunstkreis (Fernsehfilm)
- 1994: Verkaufte Seele (Fernsehfilm)
- 1994: Zigeunerleben (Fernsehfilm)
- 1996: Das Geständnis (Fernsehfilm)
- 1997: Spurensuche (Fernsehfilm)
- 2000: Dark Prince – The true Story of Dracula (Kinofilm)
- 2003: Ausgeliefert (Fernsehfilm)
- 2006: In 3 Tagen bist du tot (Kinofilm)
- 2006: Tatort – Tödliches Vertrauen (Fernsehreihe)
- 2008–2009: Der Winzerkönig (Fernsehserie, 26 Folgen)
- 2009: Tatort – Kinderwunsch (Fernsehreihe)
- 2010: Der Winzerkönig (Fernsehserie, 13 Folgen)
- 2012: Die Rosenheim-Cops (Fernsehserie, 1 Folge)
- 2020: Vier Saiten (Fernsehfilm)

### Romane
Einzelwerke (Auswahl)
- 1998: Inversion
- 1999: Süleyman pfeift

Krimi-Reihe Robert Worschädl und Sabine Schinagl
- 2015: Donau so rot
- 2018: Tödliche Fälschung
- 2019: Kalter Kristall
- 2021: Schwarze Sterne
- 2023: Böse Hoffnung

## Ehrungen und Auszeichnungen
- 1991 Geneva-Europe Assistance Prize for Television Writing (Prix d'Aide à la Création Televisuelle Génève-Europe) für Im Dunstkreis
- 1991 Österreichischer Volksbildungspreis für Im Dunstkreis
- 1996: Nominierung für die Baden-Badener Tage des Fernsehspiels (für das Das Geständnis)
- 1998: Kulturpreis des Landes Oberösterreich, Sparte Literatur
- Kunstförderungspreis der Stadt Linz
- Silver Méliès for Best European Fantastic Film für In 3 Tagen bist du tot